# 安娜·保利娜·卢纳
安娜·保利娜·卢纳（英語：Anna Paulina Luna，1989年5月6日—）原姓梅耶霍弗（Mayerhofer），是美国空军退伍军人及共和党籍政治人物，自2023年起担任佛罗里达州第十三国会选区联邦众议员，是佛罗里达州第一位女性墨西哥裔国会议员。
2025年2月11日，眾議院監督委員會主席詹姆士·卡莫任命了卢纳領導新成立的「聯邦機密解密工作小組」。此工作小組是根據美国總統當勞·特朗普的行政命令而成立，該行政命令要求國家情報總監和其他適當官員在15天內提出全面公佈所有甘迺迪遇刺案記錄的計劃、以及立即審查與羅伯特·F·甘迺迪遇刺案和馬丁·路德·金恩遇刺案有關的記錄，並在45天內提出全面公佈這些記錄的計劃。UAP/USO、愛潑斯坦客戶名單、COVID-19起源和九一一袭击事件文件。

## 家庭和早年生活
安娜·保利娜·梅耶霍弗於1989年出生於加利福尼亞州聖安娜，父親是喬治·梅耶霍弗 (George Mayerhofer)，母親是莫妮卡·托德 (Monica Todd)，是一名小學教師和全職媽媽。她的父親將她撫養成彌賽亞猶太人。
她的父親有墨西哥和德國血統。她的祖母出生於墨西哥伊達爾戈州。她的祖父出生於德意志帝國，第二次世界大戰期間被納粹德國徵召入伍德意志國防軍。她的母親有墨西哥裔美國人血統，但她的曾祖父是一位移民到墨西哥的美國公民，父親是墨西哥科利馬州人。她的兩位外曾祖父在二戰期間都在美軍服役。
卢纳的父母從未結婚或同居過；她的父親有毒癮，她的母親在卢纳九歲時與另一名男子結婚，但四年後離婚了。卢纳在橙縣的城市聖安娜、爾灣和阿利索维耶霍以及洛杉磯長大，並稱聖莫尼卡為她的家鄉。她在洛杉磯上高中。
卢纳有一個哥哥和一個姊姊。

## 參軍、教育和早期職業生涯
卢纳於2009年至2014年期間擔任美國空軍機場管理專家，先是在密蘇里州的懷特曼空軍基地，然後在佛羅里達州的赫爾伯特空軍機場。她獲得的勳章包括空軍成就獎章。隨後，她加入了俄勒岡州空軍國民警衛隊。
在空軍服役期間，她開始在當地的大學學習。在此期間，她也從事模特兒工作，2013年登上了《運動畫刊》的網站，也曾在紳士俱樂部短暫擔任雞尾酒招待。2014年，她以泳裝模特兒登上了《美信》雜誌。卢纳作為Instagram上的網紅，收穫了大批粉絲。
2017年，卢纳獲得西佛羅里達大學生物學理學學士學位。
卢纳於2018年成為美國轉捩點組織的西班牙裔事務主管。2018年11月，在福斯新聞的一段節目中，她將希拉里·克林頓比作单纯疱疹，導致該電視台縮短了該片段，並讓主持人和主播向觀眾道歉。2020年，她以致力於保守派西班牙裔外展的組織Bienvenido的副總裁身份出席了「We Build the Wall」活動。

## 聯邦眾議員

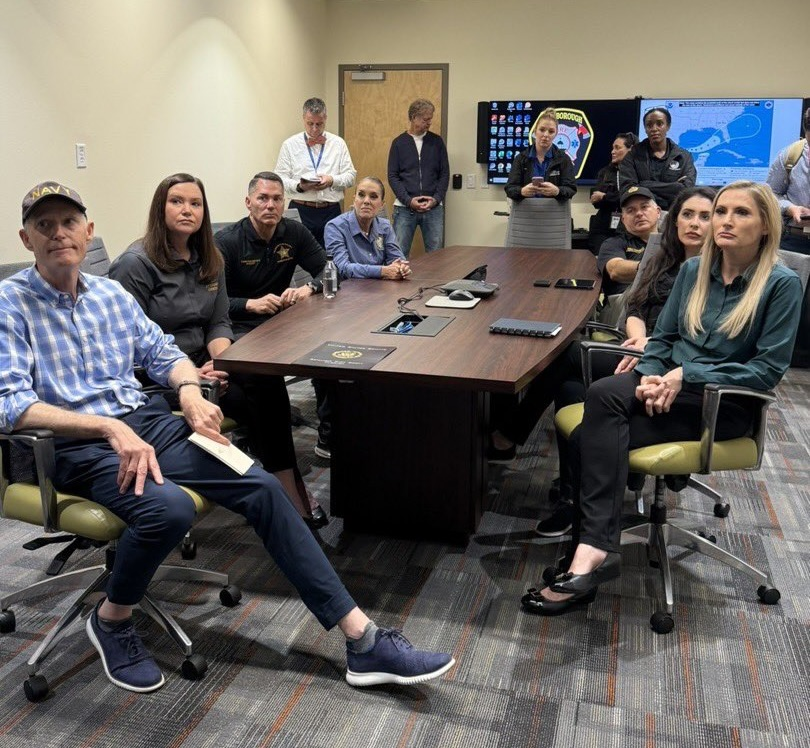
卢纳在應對颶風米爾頓緊急行動中心

卢纳於2018年決定競選國會議員 ，她也獲得了查理·科克、愛麗絲·斯蒂芬尼克、川普學生組織和前佛羅里達州聖彼得堡市長比爾·福斯特的支持。2020年7月，她和丈夫在聖彼得堡麥克迪爾空軍基地附近買了一間房子，她的丈夫就駐紮在那裡。 卢纳贏得了共和黨初選，但在2020年佛羅里達州聯邦眾議員選舉中輸給了民主黨議員查理·克里斯特。卢纳於2022年美國中期選舉再次參選2022年佛羅里達州聯邦眾議員選舉，獲得了當勞·特朗普和玛乔丽·泰勒·格林的支持。她成功赢得了佛羅里達州第十三國會選區，是佛州第一位當選國會議員的墨西哥裔美國女性。她在2024年佛羅里達州聯邦眾議員選舉再次連任。

### 任期

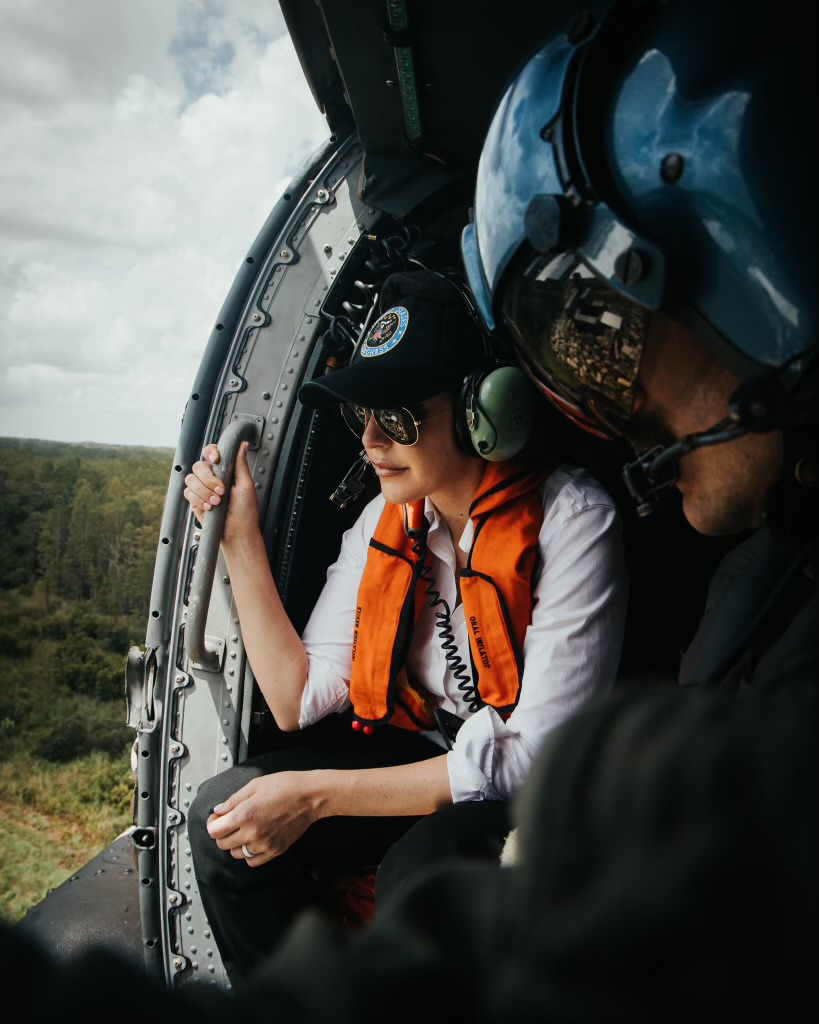
卢纳勘察颶風米爾頓對皮尼拉斯縣造成的損失

在2023年1月的眾議院議長選舉中，盧納在前11輪投票中反對凱文·麥卡錫，而是提名眾議員吉姆·喬丹，後來提名眾議員拜倫·唐納茲。
2023年5月，卢纳與瑪喬麗·泰勒·格林共同發起決議，彈劾司法部長梅里克·加蘭、聯邦調查局局長克里斯托弗·A·雷、國土安全部長亞歷杭德羅·馬約卡斯和華盛頓特區美國檢察官馬修·M·格雷夫斯。
2023年5月，卢纳發起一項決議，將民主黨眾議員亞當·希夫從美國國會中除名，並處以1,600萬美元罰款。2023年6月，卢纳發起一項決議，譴責亞當·希夫過去擔任眾議院情報委員會主席時領導對時任美国總統特朗普的調查的行為。眾議院以213票贊成、209票反對的結果通過了該決議。 The House agreed to the resolution with a vote of 213-209.
2024年7月10日，卢纳提出一項特權決議，判定司法部長加蘭德藐視國會。該決議將對加蘭因無視國會傳票處以每天1萬美元的罰款。該決議以204票對210票未獲通過。
在第118屆國會中，她共同發起了兩項旨在撤銷對特朗普的彈劾的決議。在第119屆國會中，她再次共同發起決議，撤銷對特朗普的彈劾。
2025年1月，卢纳提出一項法案，提議將特朗普的肖像刻在拉什莫尔山上。

## 個人生活
卢纳自稱是彌賽亞猶太基督徒。 卢纳的丈夫是美國空軍作戰控制員安德魯·甘伯斯基 (Andrew Gamberzky)。 2019年，她採用了祖母的娘家姓「卢纳」（Luna），以代表她的西班牙裔血統。她這樣做是為了效法她的母親，在最終離婚後，她的母親也把她的姓氏改為她的姓。卢纳從2019年開始將自己描述為西班牙裔。她於2023年8月27日生下了一個兒子。